# Giro d’Italia 2023/7. Etappe
Die 7. Etappe des Giro d’Italia 2023 fand am 12. Mai 2023 statt und endete mit der ersten echten Bergankunft. Die Strecke führte von Capua über 218 Kilometer auf den Gran Sasso d’Italia, wo sie beim Campo Imperatore auf einer Höhe von 2130 Metern zu Ende ging. Nach der Etappe hatten die Fahrer insgesamt 1160,6 Kilometer zurückgelegt, was 33,4 % der Gesamtdistanz entsprach. Die Organisatoren der Rundfahrt bewerteten die Schwierigkeit der Etappe mit vier von fünf Sternen.

## Streckenverlauf
Der neutralisierte Start erfolgte in Capua auf dem Piazza d’Armi. Im Anschluss führte die Strecke über die Via Napoli ins Zentrum der Altstadt und passierte dabei das Teatro Ricciardi und den Dom von Capua. Weiters ging es auf die SS 7, wo das Rennen nach 2,6 Kilometern bei Molinella freigegeben wurde.
Nach dem offiziellen Start verlief die Strecke auf flachem Terrain in Richtung Norden und führte über Calvi Risorta, Vairano Scalo und Venafro. Kurz nach Colli a Volturno begann die Straße nach rund 70 Kilometern zu steigen und führte nach Rionero Sannitico, wo jedoch keine Bergwertung abgenommen wurde. Auf eine kurze Abfahrt folgte der erste Zwischensprint, der nach 91,1 Kilometern in Castel di Sangro ausgefahren wurde. Die Ortschaft bildete zugleich den Fuß der ersten kategorisierten Steigung, die über knapp 10 Kilometer nach Roccaraso (1254 m) führte. Hier wurde auf einer Höhe von 1254 m eine Bergwertung der 2. Kategorie abgenommen, ehe ein kurzes Plateau vor der langen Abfahrt nach Sulmona folgte. In weiterer Folge behielten die Fahrer ihre Fahrtrichtung gen Norden bei und passierten Pratola Peligna und Popoli, bevor der zweite Zwischensprint nach 160,6 Kilometern in Bussi sul Tirino erfolgte.
Kurz vor Ofena begann der rund 46 Kilometer lange Schlussanstieg, der bis ins Ziel führte und sich aus zwei Bergwertungen zusammensetzte. Der erste Teil des Anstiegs führte über 13,5 Kilometer nach Calascio (1190 m) und war als Bergwertung der 2. Kategorie klassifiziert. Mit einer durchschnittlichen Steigung von 6 % war die Auffahrt relativ moderat. Vorbei am Rocca Calascio flachte die Straße weiter ab und führte nach Santo Stefano di Sessanio, wo die Fahrer rechts abbogen. Nun nahmen die Steigungsprozente mit rund 4 % zunächst wieder etwas zu, ehe beim Rifugio di Lago Racollo ein weiteres Flachstück folgte. Kurz darauf bogen die Fahrer links auf die SS 17 bis ab, die sie nach 3,6 Kilometer wieder verließen und die letzten 10 Kilometer zum Campo Imperatore (2130 m) in Angriff nahmen. Nach drei flachen Kilometern begann die Straße leicht anzusteigen, ehe die finalen 4,5 Kilometer eine durchschnittliche Steigung von 8,2 % aufwiesen. Auf den kurvenreichen letzten Kilometern wurden zudem maximale Steigungsprozente von bis zu 13 % erreicht. Insgesamt lag die durchschnittliche Steigung der 26,4 Kilometer langen Strecke zwischen Stefano di Sessanio und dem Campo Imperatore bei 3,4 %. Im Ziel wurde eine Bergwertung der 1. Kategorie abgenommen.
|                            | Ort                                    | Kilometer | Länge (km) | Höhe (m) | Ø Steigung | max. Steigung |
| -------------------------- | -------------------------------------- | --------- | ---------- | -------- | ---------- | ------------- |
| neutralisierter Start      | Capua                                  | −2,6      |            |          |            |               |
| offizieller Start          | Molinella                              | 0         |            |          |            |               |
| Zwischensprint             | Castel di Sangro                       | 91,1      |            |          |            |               |
| Bergwertung (2. Kategorie) | Roccaraso                              | 100,5     | 7,3        | 1254     | 6,1 %      | unbekannt     |
| Zwischensprint             | Bussi sul Tirino                       | 160,6     |            |          |            |               |
| Bergwertung (2. Kategorie) | Calascio                               | 185,8     | 13,5       | 1190     | 6 %        | 10 %          |
| Bergwertung (1. Kategorie) | Gran Sasso d’Italia (Campo Imperatore) | 218       | 26,4       | 2130     | 3,4 %      | 13 %          |
| Ziel                       | Gran Sasso d’Italia (Campo Imperatore) | 218       |            |          |            |               |

## Rennverlauf
Mit Nicola Conci (Alpecin-Deceuninck) und Giovanni Aleotti (Bora-hansgrohe) verließen zwei weitere Fahrer den Giro d’Italia aufgrund einer COVID-19-Infektion. Unmittelbar nach dem Start versuchten sich mit Joseph Dombrowski (Astana Qazaqstan Team), Magnus Cort Nielsen (EF Education-EasyPost) und Mads Pedersen (Trek-Segafredo) namhafte Fahrer vom Hauptfeld zu lösen. Nach sechs Kilometern bildete sich bei starkem Regen eine vier Fahrer umfassende Fluchtgruppe, in der Simone Petilli (Intermarché-Circus-Wanty), Davide Bais (Eolo-Kometa Cycling Team), Henok Mulubrhan (Green Project-Bardiani CSF-Faizanè) und Karel Vacek (Team Corratec-Selle Italia) vertreten waren. Im Hauptfeld übernahmen die Mannschaftskollegen des Gesamtführenden Andreas Leknessund (Team DSM) die Führungsarbeit, wobei der Vorsprung der Ausreißer rasch auf über sechs Minuten anwuchs.
Nachdem der Regen aufgehört hatte, sicherte sich Davide Bais die meisten Punkte beim zweiten Zwischensprint, während sich Mads Pedersen im Hauptfeld vor Michael Matthews (Team Jayco AlUla) durchsetzte. Im Anstieg nach Roccaraso fiel Henok Mulubrhan aus der Fluchtgruppe zurück und wurde wenig später vom Peloton eingeholt. Davide Bais erreichte die Bergwertung in Roccaraso als Erster und erhielt 18 Punkte, wodurch er sich auf den fünften Platz in der Sonderwertung schob. Hinter Simone Petilli, Karel Vacek und dem abgehängten Henok Mulubrhan sicherte sich Thibaut Pinot (Groupama-FDJ), der Träger des Blauen Trikots, die verbliebenen Punkte vor seinem Teamkollegen Stefan Küng. Rund 100 Kilometer vor dem Ziel betrug der Vorsprung des Spitzen-Trios bereits fast 13 Minuten, womit Simone Petilli virtuell das Rosa Trikot von Andreas Leknessund übernahm. Nachdem Davide Bais auch den zweiten Zwischensprint vor Simone Petilli und Karel Vacek gewonnen hatte, begann der Anstieg nach Calascio, auf dem im Hauptfeld die ersten Fahrer zurückfielen. Davide Bais führte über die Bergwertung und lag nun nur noch 10 Punkte hinter Thibaut Pinot, der als Vierter nur vier Punkte holte. Bei Gegenwind fuhr das reduzierte Hauptfeld geschlossen über das leicht ansteigende Hochplateau in Richtung Ziel, während der Vorsprung der drei verbliebenen Ausreißer abnahm.
Auf den letzten steilen Kilometern griff Karel Vacek mehrmals an, konnte seine Begleiter jedoch nicht distanzieren. 200 Meter vor dem Ziel forcierte Simone Petilli das Tempo, musste sich jedoch Davide Bais geschlagen geben, der seinen ersten Etappensieg beim Giro d’Italia feierte. Weiters sicherte sich der Italiener im Ziel 50 Punkte und übernahm die Bergwertung von Thibaut Pinot. Mit einem Rückstand von drei Minuten und zehn Sekunden führte Remco Evenepoel (Soudal Quick-Step) die 26 Fahrer umfassende Favoritengruppe über den Zielstrich, in der auch der gesamtführende Andreas Leknessund vertreten war.
Andreas Leknessund verteidigte seine Gesamtführung und lag nun weiterhin 28 Sekunden vor Remco Evenepoel. Der Etappensieger Davide Bais übernahm das Blaue Trikot von Thibaut Pinot und führte die Sonderwertung mit 86 Punkten vor dem Franzosen an. In der Punktewertung verteidigte Jonathan Milan (Bahrain Victorious) das Violette Trikot, während die Ineos Grenadiers weiterhin die Mannschaftswertung anführten.

## Ergebnis
| \| Etappenergebnis \| Etappenergebnis \| Etappenergebnis \| Etappenergebnis \| Etappenergebnis \| \| Fahrer \| Fahrer \| Land \| Team \| Zeit \| \| --------------- \| ----------------- \| ---------------------- \| -------------------------- \| --------------- \| \| 1. \| Davide Bais \| Italien \| Eolo-Kometa \| 6 h 08 min 40 s \| \| 2. \| Karel Vacek \| Tschechien \| Team Corratec-Selle Italia \| + 9 s \| \| 3. \| Simone Petilli \| Italien \| Intermarché-Circus-Wanty \| + 16 s \| \| 4. \| Remco Evenepoel \| Belgien \| Soudal Quick-Step \| + 3 min 10 s \| \| 5. \| Primož Roglič \| Slowenien \| Jumbo-Visma \| + 3 min 10 s \| \| 6. \| Thibaut Pinot \| Frankreich \| Groupama-FDJ \| + 3 min 10 s \| \| 7. \| Geraint Thomas \| Vereinigtes Königreich \| Ineos Grenadiers \| + 3 min 10 s \| \| 8. \| João Almeida \| Portugal \| UAE Team Emirates \| + 3 min 10 s \| \| 9. \| Eddie Dunbar \| Irland \| Team Jayco AlUla \| + 3 min 10 s \| \| 10. \| Christian Scaroni \| Italien \| Astana Qazaqstan Team \| + 3 min 10 s \| |                   |                        |                            |                 |
| |                   |                        |                            |                 |
| Quelle: ProCyclingStats |                   |                        |                            |                 |
| Etappenergebnis |                   |                        |                            |                 |
| Fahrer | Fahrer            | Land                   | Team                       | Zeit            |
| 1. | Davide Bais       | Italien                | Eolo-Kometa                | 6 h 08 min 40 s |
| 2. | Karel Vacek       | Tschechien             | Team Corratec-Selle Italia | + 9 s           |
| 3. | Simone Petilli    | Italien                | Intermarché-Circus-Wanty   | + 16 s          |
| 4. | Remco Evenepoel   | Belgien                | Soudal Quick-Step          | + 3 min 10 s    |
| 5. | Primož Roglič     | Slowenien              | Jumbo-Visma                | + 3 min 10 s    |
| 6. | Thibaut Pinot     | Frankreich             | Groupama-FDJ               | + 3 min 10 s    |
| 7. | Geraint Thomas    | Vereinigtes Königreich | Ineos Grenadiers           | + 3 min 10 s    |
| 8. | João Almeida      | Portugal               | UAE Team Emirates          | + 3 min 10 s    |
| 9. | Eddie Dunbar      | Irland                 | Team Jayco AlUla           | + 3 min 10 s    |
| 10. | Christian Scaroni | Italien                | Astana Qazaqstan Team      | + 3 min 10 s    |

## Gesamtstände
| \| Gesamtwertung \| Gesamtwertung \| Gesamtwertung \| Gesamtwertung \| Gesamtwertung \| \| Fahrer \| Fahrer \| Land \| Team \| Zeit \| \| ------------- \| ---------------------- \| ---------------------- \| ------------------ \| ---------------- \| \| 1. \| Andreas Leknessund \| Norwegen \| Team DSM \| 29 h 02 min 38 s \| \| 2. \| Remco Evenepoel \| Belgien \| Soudal Quick-Step \| + 28 s \| \| 3. \| Aurélien Paret-Peintre \| Frankreich \| AG2R Citroën Team \| + 30 s \| \| 4. \| João Almeida \| Portugal \| UAE Team Emirates \| + 1 min 00 s \| \| 5. \| Primož Roglič \| Slowenien \| Jumbo-Visma \| + 1 min 12 s \| \| 6. \| Geraint Thomas \| Vereinigtes Königreich \| Ineos Grenadiers \| + 1 min 26 s \| \| 7. \| Alexander Wlassow \| Neutrales Banner \| Bora-Hansgrohe \| + 1 min 26 s \| \| 8. \| Tao Geoghegan Hart \| Vereinigtes Königreich \| Ineos Grenadiers \| + 1 min 30 s \| \| 9. \| Lennard Kämna \| Deutschland \| Bora-Hansgrohe \| + 1 min 54 s \| \| 10. \| Damiano Caruso \| Italien \| Bahrain Victorious \| + 1 min 59 s \| |                        |                        |                    |                  |
| |                        |                        |                    |                  |
| Quelle: ProCyclingStats |                        |                        |                    |                  |
| Gesamtwertung |                        |                        |                    |                  |
| Fahrer | Fahrer                 | Land                   | Team               | Zeit             |
| 1. | Andreas Leknessund     | Norwegen               | Team DSM           | 29 h 02 min 38 s |
| 2. | Remco Evenepoel        | Belgien                | Soudal Quick-Step  | + 28 s           |
| 3. | Aurélien Paret-Peintre | Frankreich             | AG2R Citroën Team  | + 30 s           |
| 4. | João Almeida           | Portugal               | UAE Team Emirates  | + 1 min 00 s     |
| 5. | Primož Roglič          | Slowenien              | Jumbo-Visma        | + 1 min 12 s     |
| 6. | Geraint Thomas         | Vereinigtes Königreich | Ineos Grenadiers   | + 1 min 26 s     |
| 7. | Alexander Wlassow      | Neutrales Banner       | Bora-Hansgrohe     | + 1 min 26 s     |
| 8. | Tao Geoghegan Hart     | Vereinigtes Königreich | Ineos Grenadiers   | + 1 min 30 s     |
| 9. | Lennard Kämna          | Deutschland            | Bora-Hansgrohe     | + 1 min 54 s     |
| 10. | Damiano Caruso         | Italien                | Bahrain Victorious | + 1 min 59 s     |

| Punktewertung | Punktewertung          | Punktewertung | Punktewertung              | Punktewertung |
| Fahrer        | Fahrer                 | Land          | Team                       | Punkte        |
| ------------- | ---------------------- | ------------- | -------------------------- | ------------- |
| 1.            | Jonathan Milan         | Italien       | Bahrain Victorious         | 110 P.        |
| 2.            | Kaden Groves           | Australien    | Alpecin-Deceuninck         | 99 P.         |
| 3.            | Mads Pedersen          | Dänemark      | Trek-Segafredo             | 87 P.         |
| 4.            | Michael Matthews       | Australien    | Team Jayco AlUla           | 57 P.         |
| 5.            | David Dekker           | Niederlande   | Arkéa-Samsic               | 40 P.         |
| 6.            | Aurélien Paret-Peintre | Frankreich    | AG2R Citroën Team          | 33 P.         |
| 7.            | Vincenzo Albanese      | Italien       | Eolo-Kometa                | 32 P.         |
| 8.            | Davide Bais            | Italien       | Eolo-Kometa                | 27 P.         |
| 9.            | Stefano Gandin         | Italien       | Team Corratec-Selle Italia | 24 P.         |
| 10.           | Pascal Ackermann       | Deutschland   | UAE Team Emirates          | 24 P.         |

| Bergwertung | Bergwertung             | Bergwertung | Bergwertung                        | Bergwertung |
| Fahrer      | Fahrer                  | Land        | Team                               | Punkte      |
| ----------- | ----------------------- | ----------- | ---------------------------------- | ----------- |
| 1.          | Davide Bais             | Italien     | Eolo-Kometa                        | 86 P.       |
| 2.          | Thibaut Pinot           | Frankreich  | Groupama-FDJ                       | 50 P.       |
| 3.          | Karel Vacek             | Tschechien  | Team Corratec-Selle Italia         | 36 P.       |
| 4.          | Simone Petilli          | Italien     | Intermarché-Circus-Wanty           | 32 P.       |
| 5.          | Amanuel Ghebreigzabhier | Eritrea     | Trek-Segafredo                     | 26 P.       |
| 6.          | Aurélien Paret-Peintre  | Frankreich  | AG2R Citroën Team                  | 22 P.       |
| 7.          | Francesco Gavazzi       | Italien     | Eolo-Kometa                        | 18 P.       |
| 8.          | Alessandro De Marchi    | Italien     | Team Jayco AlUla                   | 15 P.       |
| 9.          | Samuele Zoccarato       | Italien     | Green Project-Bardiani CSF-Faizanè | 13 P.       |
| 10.         | Santiago Buitrago       | Kolumbien   | Bahrain Victorious                 | 12 P.       |

| Nachwuchswertung | Nachwuchswertung   | Nachwuchswertung | Nachwuchswertung         | Nachwuchswertung |
| Fahrer           | Fahrer             | Land             | Team                     | Zeit             |
| ---------------- | ------------------ | ---------------- | ------------------------ | ---------------- |
| 1.               | Andreas Leknessund | Norwegen         | Team DSM                 | 29 h 02 min 38 s |
| 2.               | Remco Evenepoel    | Belgien          | Soudal Quick-Step        | + 28 s           |
| 3.               | João Almeida       | Portugal         | UAE Team Emirates        | + 1 min 00 s     |
| 4.               | Thymen Arensman    | Niederlande      | Ineos Grenadiers         | + 2 min 32 s     |
| 5.               | Santiago Buitrago  | Kolumbien        | Bahrain Victorious       | + 2 min 52 s     |
| 6.               | Einer Rubio        | Kolumbien        | Movistar Team            | + 3 min 35 s     |
| 7.               | Alexander Cepeda   | Ecuador          | EF Education-EasyPost    | + 6 min 27 s     |
| 8.               | Ilan Van Wilder    | Belgien          | Soudal Quick-Step        | + 6 min 47 s     |
| 9.               | Laurens Huys       | Belgien          | Intermarché-Circus-Wanty | + 6 min 57 s     |
| 10.              | Michel Heßmann     | Deutschland      | Jumbo-Visma              | + 9 min 50 s     |

| Mannschaftswertung | Mannschaftswertung    | Mannschaftswertung           | Mannschaftswertung |
| Team               | Team                  | Land                         | Zeit               |
| ------------------ | --------------------- | ---------------------------- | ------------------ |
| 1.                 | Ineos Grenadiers      | Vereinigtes Königreich       | 87 h 11 min 43 s   |
| 2.                 | Bahrain Victorious    | Bahrain                      | + 2 min 15 s       |
| 3.                 | Jumbo-Visma           | Niederlande                  | + 2 min 34 s       |
| 4.                 | Bora-Hansgrohe        | Deutschland                  | + 4 min 02 s       |
| 5.                 | EF Education-EasyPost | Vereinigte Staaten           | + 5 min 19 s       |
| 6.                 | UAE Team Emirates     | Vereinigte Arabische Emirate | + 5 min 58 s       |
| 7.                 | Soudal Quick-Step     | Belgien                      | + 7 min 41 s       |
| 8.                 | Israel-Premier Tech   | Israel                       | + 14 min 54 s      |
| 9.                 | Eolo-Kometa           | Italien                      | + 14 min 55 s      |
| 10.                | Groupama-FDJ          | Frankreich                   | + 16 min 38 s      |

## Ausgeschiedene Fahrer
- Giovanni Aleotti (Bora-hansgrohe): wegen positivem Corona-Test nicht gestartet
- Nicola Conci (Alpecin-Deceuninck): wegen positivem Corona-Test nicht gestartet[4]